# Abandoned
Abandoned (с англ. — «Брошенный») — рабочее название предстоящей компьютерной игры в жанре шутера от первого лица с элементами survival horror, разрабатываемая нидерландской инди-студией Blue Box Game Studios, эксклюзивно для игровой консоли PlayStation 5.

## Сюжет
Согласно анонсировавшей игру публикации в PlayStation Blog, сюжет игры строится вокруг героя по имени Джейсон Лонгфилд — он приходит в себя в странном лесу и не помнит, как туда попал. Джейсон вскоре узнаёт, что его похитили и привезли туда с некой тёмной целью. В течение игры Джейсон должен сражаться за своё выживание, его главная цель — сбежать.

## Игровой процесс
Игра представляет собой уникальный игровой процесс, который кажется реалистичным. Каждое событие влияет на вашего персонажа. Если Джейсон запыхался после бега (или испугался), его точность стрельбы пострадает. В отличие от экшн-шутеров, стрельба из оружия в Abandoned будет реалистично медленной. Чтобы выжить, игроку придётся быть тактичным.
Создатели хотят подчеркнуть реализм за счёт погружения пользователя. Это было бы невозможно без беспроводного контроллера DualSense. Игроки будут чувствовать каждое взаимодействие во время игры — например, попадание пули. Нажатие на спусковой крючок заряженного или разряженного пистолета ощущается по-другому. В равной степени 3D-звук поможет сформировать решения и тактику игрока.

## Разработка

Логотип студии Blue Box Game Studios

Abandoned была анонсирована нидерландской студией Blue Box; эта студия была учреждена в 2015 году. Несколько её ранее анонсированных проектов были либо отменены, либо — в случае мобильных игр The Whisperer и Tales of the Six Swords — убраны из магазинов приложений самим же разработчиком вскоре после выпуска. По утверждению Кахрамана, над игрой работало около 50 человек, включая другие студии на аутсорсинге; сайт GameSpot по запросу в Торговую палату Нидерландов выяснил, что в студии Blue Box на момент основания в 2015 году работало лишь 10 человек, и с тех пор студия ни разу не подавала какую-либо новую информацию о числе работников.
По словам студии, они «ориентированы на создание кинематографического стиля от первого лица. Это не динамичный шутер, в котором вы просто бегаете, целитесь и стреляете. Abandoned требует, чтобы вы спрятались и планировали каждый выстрел прежде, чем нажимать на курок. Мы хотим, чтобы вы нервничали при каждой встрече с врагом. Осознавать, что неправильный выбор, может стать решающим фактором между выживанием в сценарии боя или же нет».
На 10 августа 2021 года было анонсировано специальное приложение для трейлеров, которое по словам разработчиков, могло воспроизводить их в реальном времени на PlayStation 5. В тот же день приложение не вышло из-за технических проблем с патчем. 14 августа 2021 года вышло приложение, где был только 4-секундный тизер, который был опубликован за три дня до выхода приложения в официальном твиттер-аккаунте разработчиков. В нём была показана комната и ноги персонажа уходящие из кадра. Многие пользователи были разочарованы, что после долгого ожидания приложения, в котором помимо тизера показанного ранее в социальных сетях, ничего не было. Пользователи начали шутить о том, что они были «брошены» разработчиками.
16 августа 2021 года на портале NME, было опубликовано интервью, где геймдиректор Хасан Кахраман рассказал о приложении: «Это была действительно большая катастрофа. Люди действительно разочарованы. По сути, нам пришлось вырезать некоторые кадры из вступительного тизера, и я знал, что было бы не очень хорошей идеей использовать те же кадры, которые были опубликованы у нас в Твиттере, и помещать их туда, потому что это буквально всего четыре секунды отснятого материала, и он не дает много информации. Но нам нужно было это сделать, потому что люди хотели получить патч, верно? Это было нашей первоочередной задачей — просто выпустить патч, потому что позже мы добавим больше контента».
После анонса игру окружали спекуляции, связывавшие её с гораздо более известным японским разработчиком Хидэо Кодзима, компанией Konami и сериями Metal Gear и Silent Hill. Кодзима действительно занимался разработкой игры Silent Hills, но эта игра, несмотря на большой интерес публики, была отменена в 2015 году; в последующие годы новых игр в серии Silent Hill не выходило. Сам Кодзима был известен склонностью к мистификациям и играм в альтернативной реальности с аудиторией, скрывая настоящие названия игр и разработчиков — так, его игра Metal Gear Solid V: The Phantom Pain была поначалу анонсирована как просто The Phantom Pain от неизвестной студии Moby Dick, а P.T. — короткая игра-тизер, предварявшая собой Silent Hills — якобы была выпущена некоей студией 7780s. Вокруг Abandoned выросло сообщество с собственными серверами в Discord и форумами на Reddit — его участники пытались найти связи между Abandoned, Silent Hill, утверждая, что игра Blue Box — тайный проект Кодзимы или Konami. Сам Кахраман как опровергал, так и подтверждал такие догадки; он, с одной стороны, записал видео со словами «Я не связан с Хидео Кодзимой, не актёр и не работаю над Silent Hill», а с другой, выкладывал в Твиттер сообщения вроде «Abandoned = (первая буква S, последняя L)». Студия опубликовала в Twitter изображение с логотипом игры на фоне размытого человеческого лица с повязкой на глазу — это лицо было истолковано поклонниками как изображение Солида Снейка или Биг Босса из серии Metal Gear. В другой раз Кахраман опубликовал на сайте студии аудиозапись на японском языке, сообщив, что это «эксклюзивный материал» из будущей игры. Японский язык и термины вроде Zero Cell наводили на мысли о Кодзиме и его серии серии Metal Gear, но позже, когда запись распространилась по интернету и попала на YouTube, выяснилось, что она грубо переведена на японский с помощью машинного переводчика наподобие Google Translate, Кахраман удалил её и заявил, что сайт был взломан. Среди других «слитых» в Интернет материалов по Abandoned было и изображение с надписью «Silent Hill 5» и фрагментом ног персонажа Abandoned.
21 апреля 2025 года руководитель студии Хасан Кахраман в объявил, что 8 мая будет проведена 20-минутная презентация, на которой разработчики покажут видео, раскроют детали и объявят окончательную дату выхода игры. В назначенный день презентация так и не состоялась.

### Расследование
Согласно расследованию GameSpot, Кахраман сам сформировал из отобранных им самим поклонников закрытый чат, где они могли общаться с разработчиком и получать «эксклюзивную» информацию об игре — при этом разработчик использовал исключительно голосовые сообщения, как считали участники группы, для того, чтобы они не могли делать скриншоты переписок. Участники этого сообщества описывали его как «токсичное» — так, среди них был 12-летний ребёнок, открыто оскорблявший собеседников по чату; Кахраман мог играть с ними в онлайн-игры или предлагать сомнительные сделки как бизнес-партнёрам. Для Кахрамана было характерно назначать некую дату для обнародования некоей информации об игре, а потом, когда эта дата проходила, просто назначать следующую; продюсер выставки Gamescom Джефф Кили в течение лета 2021 года согласовывал с Кахраманом сроки для отправки материалов по игре, но так ничего и не получил. Собеседники GameSpot выражали сомнения, что Abandoned действительно находится в разработке, и считали, что она может никогда не выйти — как и игры, анонсированные Blue Box в предшествующие годы.